# Resolució 1863 del Consell de Seguretat de les Nacions Unides
La Resolució 1863 del Consell de Seguretat de les Nacions Unides fou adoptada per unanimitat el 16 de gener de 2009.d Després de recordar les resolucions 733 (1992), 751 (1992), 1356 (2001), 1425 (2002), 1519 (2003), 1725 (2006), 1744 (2007), 1772 (2007), 1801 (2008), 1811 (2008), 1814 (2008), 1831 i 1844 (2008) sobre la situació a Somàlia, el Consell proposa establir una força de manteniment de la pau a la guerra de Somàlia i va convidar al Secretari General Ban Ki-moon a desenvolupar, abans del 15 d'abril de 2009, un mandat per a la missió proposada, que reemplaçaria l'actual força de la Unió Africana al país (AMISOM).

## Resolució

### Força de manteniment de la pau de les Nacions Unides a Somàlia
La resolució va declarar que el Consell de Seguretat revisaria encara més el desplegament efectiu de la força de manteniment de la pau a Somàlia l'1 de juny de 2009. Mentrestant, el secretari general compilarà un informe que inclouria novetats a Somàlia, el progrés cap al desplegament complet de la força de 3.200 tropes de la Unió Africana a Somàlia i el progrés en el procés polític i les condicions de seguretat sobre el terreny. El Consell demana al Secretari General que també inclogui en el seu informe un mandat per a la força, les tasques de la qual serien ajudar al lliurament de l'ajuda humanitària als civils somalis, protegir els funcionaris i edificis governamentals i, a més, al personal de les Nacions Unides, supervisar l'aplicació de l'acord de pau de Djibouti i qualsevol alto el foc posterior i per construir les forces de seguretat de Somàlia.

### Suport d'AMISOM
Acollint amb satisfacció la contribució d'AMISOM a la pau i l'estabilitat duradores a Somàlia, el Consell de Seguretat, actuant sota el Capítol VII de la Carta de les Nacions Unides, va renovar el mandat de la Unió Africana a Somàlia durant sis mesos més i va autoritzar a AMISOM a prendre totes les mesures necessàries per protegir les infraestructures clau a Somàlia, així com crear les condicions de seguretat adequades per a el lliurament de l'ajuda humanitària. També va demanar a la Unió Africana que mantingués el desplegament d'AMISOM i que reforcés el desplegament original de les 8.000 tropes per tal de millorar la capacitat de la missió de dur a terme el seu mandat i protegir les instal·lacions clau a la capital, Mogadiscio.
El Consell de Seguretat també va demanar al Secretari General que establís un Fons fiduciari per a les forces de la Unió Africana al país fins que les tropes de manteniment de la pau de les Nacions Unides poguessin arribar per ajudar a formar les forces de seguretat de Somàlia. El Consell també va demanar al Secretari General que celebrés una conferència de donants el més aviat possible per recollir contribucions al fons fiduciari i també va demanar a la Unió Africana que consultés amb el Secretari General i que presentés sol·licituds pressupostàries al fons. En resposta a una recomanació del secretari general, el Consell va aprovar la millora de l'AMISOM mitjançant la transferència d'actius després de la liquidació de la Missió de les Nacions Unides a Etiòpia i Eritrea (UNMEE).
Per tal que les forces d'AMISOM s'incorporessin a la proposta de l'operació de manteniment de la pau de les Nacions Unides, el Consell de Seguretat va demanar al Secretari General que proporcionés un paquet de suport logístic de les Nacions Unides a AMISOM, inclosos equips i serveis, fins l'1 de juny de 2009 o fins que el Consell arribés una decisió sobre l'establiment d'una força de les Nacions Unides.

## Resposta

### Declaracions dels membres del Consell de Seguretat
| Estat        | Notes |
| ------------ | --- |
| Burkina Faso | Paul Tiendrebego, el representant de Burkina Faso davant les Nacions Unides, va dir que fa temps que el consell enfrontava a un dilema en com actuar amb eficàcia en situacions caòtiques, però creu que van establir un fita important en el camí cap a la pau. Va expressar el seu pesar pel fet que la Resolució no donava un compromís més ferm per les seves intencions declarades, però va donar suport al procés perquè tenia en compte les recents consideracions de la Unió Africana per enfortir l'AMISOM. Esperava que el Consell pogués arribar ràpidament a una decisió d'establir una missió de les Nacions Unides i va demanar als donants que contribuïssin al fons fiduciari. |
| França       | Jean-Maurice Ripert, ambaixador de França davant les Nacions Unides i actual president del Consell de Seguretat, va dir que França recolzava la Resolució i acollia amb satisfacció la seva aprovació unànime, i va agrair a l'ambaixador dels Estats Units la seva implicació. "No actuar no era una opció a Somàlia. Per establir una operació de manteniment de la pau ara, quan la situació no era correcta, haurien enviat els Cascos Blaus al fracàs i hauria creat una falsa esperança entre la població. L'enfocament de la resolució enviava un fort senyal polític a Somàlia, és a dir, que el Consell estava disposat a crear una missió de manteniment de la pau una vegada que s'havien complert les condicions necessàries". També va assenyalar que després de la renúncia del president somali Aden Mohammed Nour i la retirada de les forces etíops era crucial que els partits de Somàlia implementessin l'Acord de Djibouti i iniciessin treballs per millorar la seguretat. "La resolució proporcionava suport a AMISOM i donava suport a la Força de seguretat comuna. Va demanar l'establiment d'un fons fiduciari i un paquet de suport logístic per a AMISOM, tot això s'hauria de fer de forma ràpida i transparent". |